# Новленское (Ивановская область)
Но́вленское — село в Юрьевецком районе Ивановской области. Административно входит в состав Соболевского сельского поселения.

## География
Село расположено на берегу небольшой реки Тепляшка, в 17 км к югу от административного центра сельского поселения — села Соболево и в 25 км к юго-западу от районного центра — города Юрьевца. Абсолютная высота — 144 метра над уровнем моря.

## История
Исторически село было известно под названием Теплягино. В 1811 году усердием прихожан здесь была возведена каменная церковь в честь Казанской иконы Божией Матери с колокольней. Храм имел три престола.
В XIX — первой четверти XX века село Теплягино входило в состав Дьяконовской волости Юрьевецкого уезда Костромской губернии. Согласно статистическим сведениям конца XIX века, Теплягино (Новленское), упоминавшееся в справочниках как расположенное на речке Костромке, служило одним из заметных пунктов уезда по сбыту льна, который привозили сюда из близлежащих селений. По данным на вторую половину XIX — начало XX века, в селе имелись училище (школа) и проводились еженедельные базары. После Октябрьской революции 1917 года, в 1918 году, Юрьевецкий уезд был передан в состав новообразованной Иваново-Вознесенской губернии. Примерно в 1920-е годы село получило современное название — Новленское.
В рамках административных реформ в СССР, с 1929 года село стало административным центром Новленского сельсовета в составе Юрьевецкого района Ивановской Промышленной области (с 1936 года — Ивановской области). По данным на 1 октября 1933 года, Новленский сельсовет объединял 20 населённых пунктов с общим числом жителей 1402 человека. На территории сельсовета было организовано 4 колхоза. При этом степень коллективизации хозяйств составляла 97,2 %, а доля колхозных посевных площадей достигала 97,5 %. В 1954 году, в результате кампании по укрупнению сельсоветов, Новленский сельсовет был ликвидирован, а село включено в состав Обжерихинского сельсовета.
В соответствии с Федеральным законом от 6 октября 2003 года № 131-ФЗ «Об общих принципах организации местного самоуправления в Российской Федерации» и Законом Ивановской области от 25 февраля 2005 года № 54-ОЗ, с 2005 года село входило в состав Обжерихинского сельского поселения. В 2015 году Обжерихинское сельское поселение было упразднено, и село вошло в состав объединённого Соболевского сельского поселения.

## Население
| 1872 | 1897 | 1907 | 2002 | 2010 |
| ---- | ---- | ---- | ---- | ---- |
| 41   | ↘25  | ↘21  | ↗298 | ↗302 |

По данным переписи 2002 года, национальная структура населения характеризовалась преобладанием русских (97 %).

## Инфраструктура
В 2017 году в Новленское был проведён природный газ, что стало началом программы газификации Юрьевецкого района, реализуемой при участии ПАО «Газпром». В рамках этой программы в 2021 году газ также был подведён к селу Обжериха. В селе действует отделение почтовой связи (индекс 155459), а также расположены Новленский сельский Дом культуры и Новленская сельская Библиотека, находящиеся по адресу: улица Нагорная, дом 6.

## Достопримечательности
В селе находится недействующая православная церковь в честь Казанской иконы Божией Матери, построенная в 1811 году. Здание признано объектом культурного наследия регионального значения.

## Известные уроженцы и жители
- Букина, Мария Ивановна — звеньевая местного колхоза имени Ворошилова. В 1930-е годы она стала одной из инициаторов стахановского движения в льноводстве Ивановской области. Её звено систематически добивалось высоких показателей урожайности льна. Опыт передовой звеньевой М. И. Букиной был освещён в брошюре, опубликованной в Иванове в 1948 году[19].